# Frans Schoubben
François Schoubben (Tongeren, 11 novembre 1933 – Tongeren, 31 luglio 1997) è stato un ciclista su strada belga.
Professionista dal 1955 al 1963 vinse una edizione della Liegi-Bastogne-Liegi (ex aequo con Germain Derycke) ed una della Parigi-Bruxelles. Grande specialista delle classiche salì sul poio delle più importanti corse del nord Europa Omloop Het Volk, Gand-Wevelgem, Dwars door België, Giro delle Fiandre, Parigi-Roubaix, Freccia Vallone e campionati belgi. Anche suo fratello maggiore Jacques fu un ciclista professionista.

## Palmarès
- 1953 (Dilettanti, una vittoria)

Circuit de la Meuse
- 1954 (Indipendenti, tre vittorie)

Liège-Charleroi-Liège
Ronde Meuse-Ardenne
4ª tappa Route de France
- 1955 (Indipendenti, sei vittoria)

Championnat du Hainaut
Circuit Disonnais
Flèche Halloise
- 1956 (Griffon/Elevé, quattro vittoria)

Tour du Limbourg
2ª tappa Giro del Belgio (Charleroi > Florenville)
1ª tappa Tour de Picardie
6ª tappa Tour de l'Ouest
- 1957 (Peugeot, cinque vittorie)

Liegi-Bastogne-Liegi
Hoeilhaart-Diest-Hoeilhaart
Anversa-Ougrée
Cras-Avernas
2ª tappa Quatre Jourse de Dunkerque (Dunkerque > Dunkerque)
- 1958 (Peugeot, quattro vittorie)

Anversa-Ougrée
Circuit des deux Provinces
1ª tappa Tour de Picardie
Classifica generale Tour de Picardie
- 1959 (Peugeot, cinque vittorie)

Parigi-Bruxelles
Classifica generale Tour de Picardie
4ª tappa Quatre Jourse de Dunkerque (Dunkerque > Dunkerque)
1ª tappa Tour de l'Ouest
9ª tappa Tour de l'Ouest
- 1961 (Peugeot, due vittoria)

Grote Prijs Stad Zottegem
5ª tappa Tour de Champagne
- 1962 (Peugeot, una vittoria)

4ª tappa, 2ª semitappa Giro del Belgio (Ostenda > Bruxelles)

### Altri successi
- 1953 (dilettanti, due vittorie)

Criterium di Huy
Course de côte de l'omnium de la Route
- 1954 (Indipendenti, vittorie)

Criterium di Opglabeek
Criterium di Borgloon
- 1955 (Indipendenti, sei vittoria)

Kermesse di Ninove - Grand Prix Beeckman-De Caluwé (professionisti)
Criterium di Saive
Criterium di Mielen
Criterium di Tongres
Criterium di Faulx-les-Tombes
Criterium di Strijpen
Course de côte de omnium de la Route
- 1956 (Griffon/Elevé una vittoria)

Kermesse di Attenhoven
Kermesse di Houtem-Vilvoorde
Criterium di Tongeren (il 10 settembre)
Criterium di Tongeren (il 13 settembre)
- 1958 (Peugeot, quattro vittorie)

Kermesse di Tongeren
Kermesse di Kortenaken
Kermesse di Grobbendonk
Kermesse di Kwaadmechelen
- 1959 (Peugeot, quattro vittorie)

Challenge Laurens
Weekend Ardennais
Kermesse di Hoegaarden (il 14 luglio)
Kermesse di Hoegaarden (il 15 settembre)
- 1961 (Peugeot, quattro vittorie)

Kermesse di Balen
Kermesse di Hoegaarden
Criterium di Lanaken
Criterium di Zottegem
- 1962 (Peugeot, una vittoria)

Criterium di Aarschot

## Piazzamenti

### Grandi giri
- Tour de France

1957: ritirato (alla 2ª tappa)
1960: ritirato (alla 6ª tappa)
1962: ritirato (alla 10ª tappa)

### Classiche monumento
- Milano-Sanremo

1957: 74º
1958: 10º
1960: 10º
1961: 13º
- Giro delle Fiandre

1956: 11º
1957: 8º
1958: 15º
1959: 2º
1960: 9º
1961: 10º
1962: 45º
- Parigi-Roubaix

1956: 54º
1957: 18º
1958: 23º
1960: 71º
1961: 13º
1962: 3º
1963: 19º
- Liegi-Bastogne-Liegi

1957: vincitore
1959: 2º
1961: 26º
1962: 9º
1963: 6º

### Competizioni mondiali
- Campionati del mondo

1959 - In linea: 11º